# Tore Sellberg
Tore Sellberg, född 1 november 1914 i Brastads församling, Göteborgs och Bohus län, död 5 maj 1980 i Enskede, Stockholm, var en svensk bankdirektör. 
Sellberg blev filosofie kandidat 1941, var anställd vid länsarbetsnämnden i Göteborgs och Bohus län 1943–45, Byrån för ekonomisk information 1945–63, chef för Svenska handelsbankens ekonomiska sekretariat 1963–71, dito Postbanken 1971–74 och Götabanken 1974–75 samt chef för PKbankens ekonomiska sekretariat från 1975. 
Sellberg författade böcker, uppsatser och artiklar i ekonomiska ämnen.